# Fernando Paggi
Fernando Paggi (Torino, 3 luglio 1914 – Canobbio, 14 gennaio 1973) è stato un direttore d'orchestra e musicista italiano naturalizzato svizzero.
Fu direttore dell'orchestra di Radio Monteceneri e direttore musicale della prima edizione dell'Eurovision Song Contest, nonché della canzone vincitrice Refrain, eseguita da Lys Assia per la Svizzera.

## Carriera

### Primi anni
Fernando Paggi nacque da Giovanni Paggi e d'Adele Vaglio, rispettivamente di Torino e di Monteggio. Dall'età di otto anni, prese lezioni private di violino.
Dopo aver iniziato la sua carriera nel commercio, Fernando Paggi decise nel 1931 di dedicarsi alla musica. Si iscrisse all'Académie Sainte-Cécile di Losanna, in Svizzera, dove studiò teoria musicale, sassofono, tromba e clarinetto. In questo periodo suonò anche in gruppi e orchestre di musica popolare, esibendosi in bar e hotel..
Terminati gli studi, Fernando entrò a far parte dell'orchestra classica del Teatro Kuursal di Lugano, come violinista. Nel 1940 divenne direttore musicale dell'orchestra dell'emittente pubblica svizzera di lingua italiana Radio Monteceneri (divenuta poi Radio Svizzera Italiana - RSI). Trasformò l'orchestra, che fino ad allora era solo un ensemble amatoriale, in un organico professionale.
Nel 1943 Paggi compose le musiche per uno spettacolo di Alberto Barberis, tenuto in occasione della fiera di Lugano..

### Consacrazione
Negli anni quaranta e cinquanta Fernando Paggi si esibì con svariati cantanti italiani, come Natalino Otto, Tony Dallara, Nilla Pizzi e Giorgio Consolini, Maddalena Sanvido (tra cui Sarò mammina) e Yvette Giraud (Ti ricorderai di me). Collaborò inoltre con famosi arrangiatori, come Iller Pattacini, Willy Fehlbaum, Aldo D'Addario e Attilio Donadio. Allo stesso tempo, si esibiva con il proprio quintetto nel programma radiofonico Capriccio notturno e produceva diversi spettacoli musicali per la RSI e i suoi partner all'interno della Unione europea di radiodiffusione. Edgardo e Margherita, su libretto di Valentino Margiò, fu la sua prima opera radiofonica, trasmessa a marzo 1949. Paggi fu infine l'autore dell'inno ufficiale del Tour de Suisse.
Nel 1956 Fernando divenne il primo direttore musicale dell'Eurovision Song Contest. Infatti, la prima edizione venne organizzata dalla RSI, presso il Teatro Kuursal di Lugano. L'orchestra dell'emittente accompagnò i quattordici brani in concorso, sei dei quali sotto la direzione di Paggi, come il primo nell'ambito della competizione, De vogels van Holland, interpretata da Jetty Paerl.
Inoltre, Fernando divenne il primo direttore d'orchestra nella storia del festival a dirigere una canzone vincente: Refrain, interpretato da Lys Assia che vinse il primo posto rappresentando la Svizzera.
Successivamente, Fernando diresse altre due canzoni per la Svizzera: nel 1961 Avremo domani, eseguita da Franca Di Rienzo e chi finì terza; nel 1964, I miei pensieri, interpretata da Anita Traversi e che chiuse tredicesima.

## Partecipazioni all'Eurovision Song Contest
| Anno | Paese       | Canzone                       | Interpreti             | Posto |
| ---- | ----------- | ----------------------------- | ---------------------- | ----- |
| 1956 | Paesi Bassi | De vogels van Holland         | Jetty Paerl            | -     |
| 1956 | Paesi Bassi | Voorgoed Voorbij              | Corry Brokken          | -     |
| 1956 | Germania    | Im Wartesaal zum großen Glück | Walter Andreas Schwarz | -     |
| 1956 | Germania    | So geht das jede Nacht        | Freddy Quinn           | -     |
| 1956 | Svizzera    | Das alte Karussell            | Lys Assia              | -     |
| 1956 | Svizzera    | Refrain                       | Lys Assia              | 01    |
| 1961 | Svizzera    | Nous aurons demain            | Franca di Rienzo       | 03    |
| 1964 | Svizzera    | I miei pensieri               | Anita Traversi         | 13    |